# Bruno-Kreisky-Gasse
Die Bruno-Kreisky-Gasse befindet sich im 1. Wiener Gemeindebezirk Innere Stadt. Sie wurde 1991 nach dem ehemaligen österreichischen Bundeskanzler Bruno Kreisky benannt, der ein Jahr zuvor verstorben war und dessen langjähriger Amtssitz, das Bundeskanzleramt, an der Bruno-Kreisky-Gasse liegt.

## Geschichte
Das Gelände gehörte ursprünglich zum Komplex des 1224 gegründeten Minoritenklosters, das im 16. Jahrhundert einen Teil seines Grundes an den Kaiser abtrat. 1717–1721 entstand hier die Staatskanzlei, das heutige Bundeskanzleramt. Da die andere Seite unverbaut blieb, grenzten der Ballhausplatz, zu dem die heutige Bruno-Kreisky-Gasse gehörte, und der Minoritenplatz direkt aneinander, und bildeten gemeinsam einen großen freien Platz. Durch den Bau des Bundesamtsgebäudes im Jahre 1986 entstand eine Gasse zwischen den beiden Plätzen, die 1991 nach Bruno Kreisky benannt wurde.

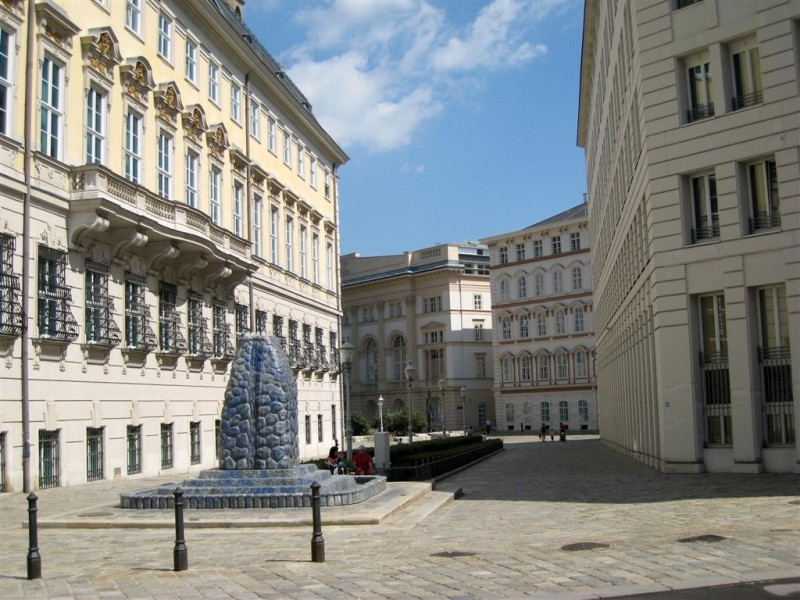
Bruno-Kreisky-Gasse vom Ballhausplatz gesehen

## Lage und Charakteristik
Die Bruno-Kreisky-Gasse verläuft vom Ballhausplatz in nördlicher Richtung bis zum Minoritenplatz. Sie ist mit der dortigen Fußgängerzone verbunden. Die Gasse befindet sich inmitten des Regierungsviertels mit seinen Amtsgebäuden, wobei an der linken Straßenseite ein historisches barockes Gebäude, an der rechten Straßenseite ein modernes Gebäude vom Ende des 20. Jahrhunderts liegt. In der Mitte der Bruno-Kreisky-Gasse verläuft ein langer, durchgehender Grünstreifen, an dessen Beginn beim Ballhausplatz ein Brunnen steht. Die Gasse ist mit Granitplatten gepflastert.

## Bauwerke

### Wasserwellen-Lebens-Brunnen
→ siehe Hauptartikel Wasserwellen-Lebens-Brunnen

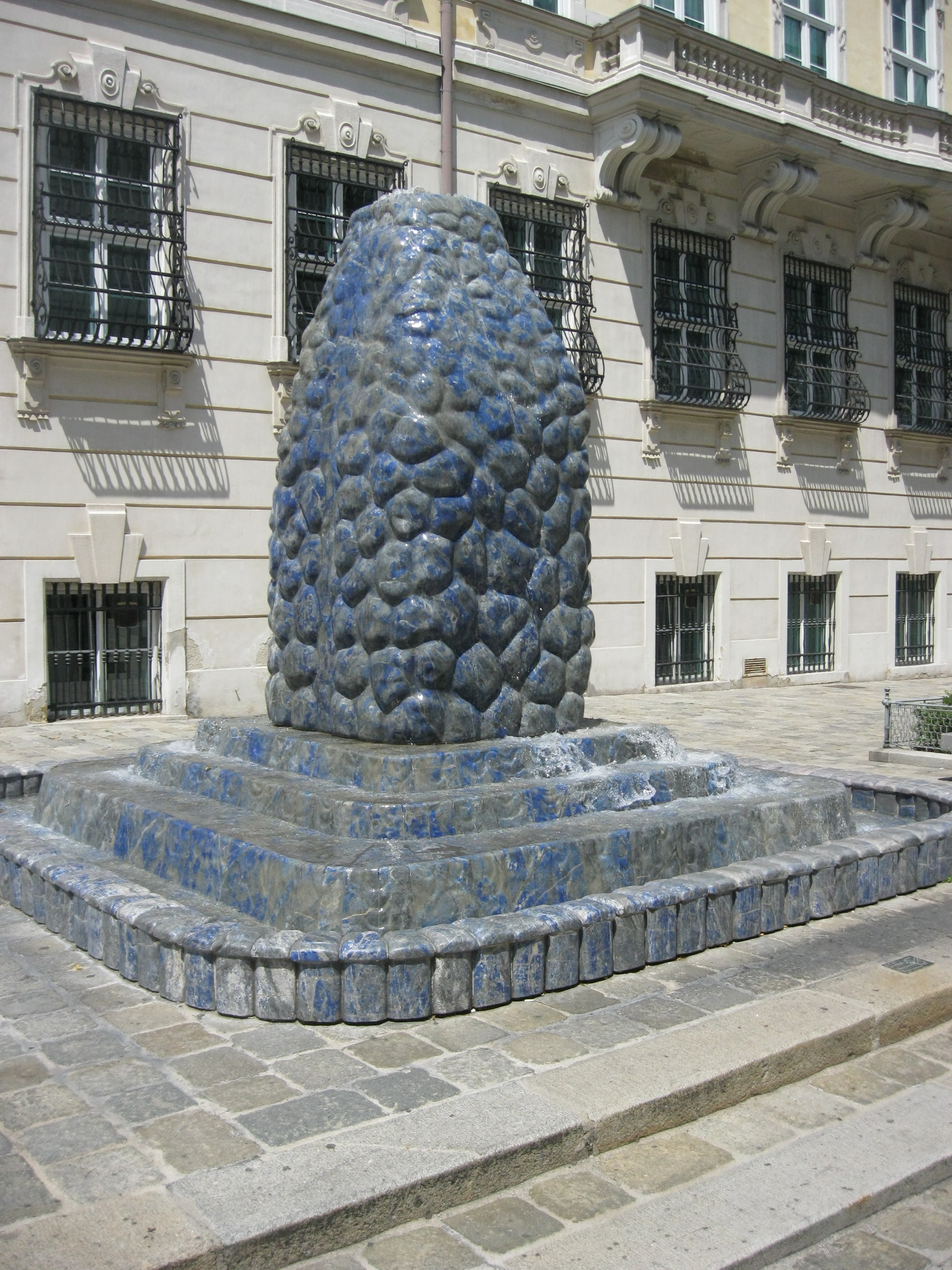
Wasserwellen-Lebens-Brunnen

Dieser ungewöhnliche Brunnen wurde vom Bildhauer Hans Muhr geschaffen, nachdem man 1993 in den chilenischen Anden diesen größten bekannten Monolithen aus Lapislazuli mit einem Gewicht von 18,3 Tonnen in 3700 Meter Höhe abgebaut hatte. Nachdem der Brunnen zunächst 1998 bei der Weltausstellung in Lissabon gezeigt wurde, steht er seit dem Jahr 2000 am Beginn der Bruno-Kreisky-Gasse auf einem dreistufigen Sockel.

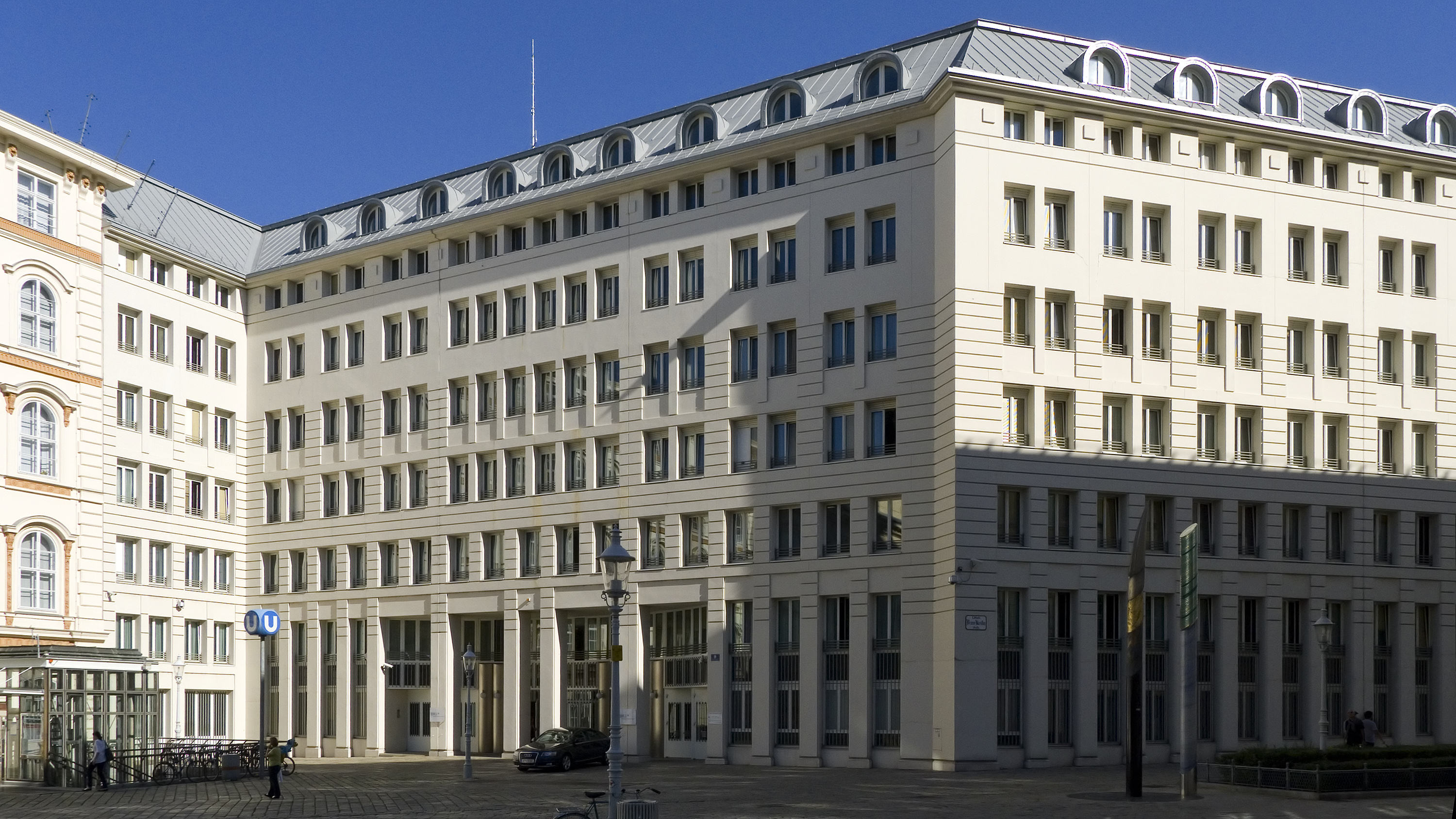
Bruno-Kreisky-Gasse 1 (1986)

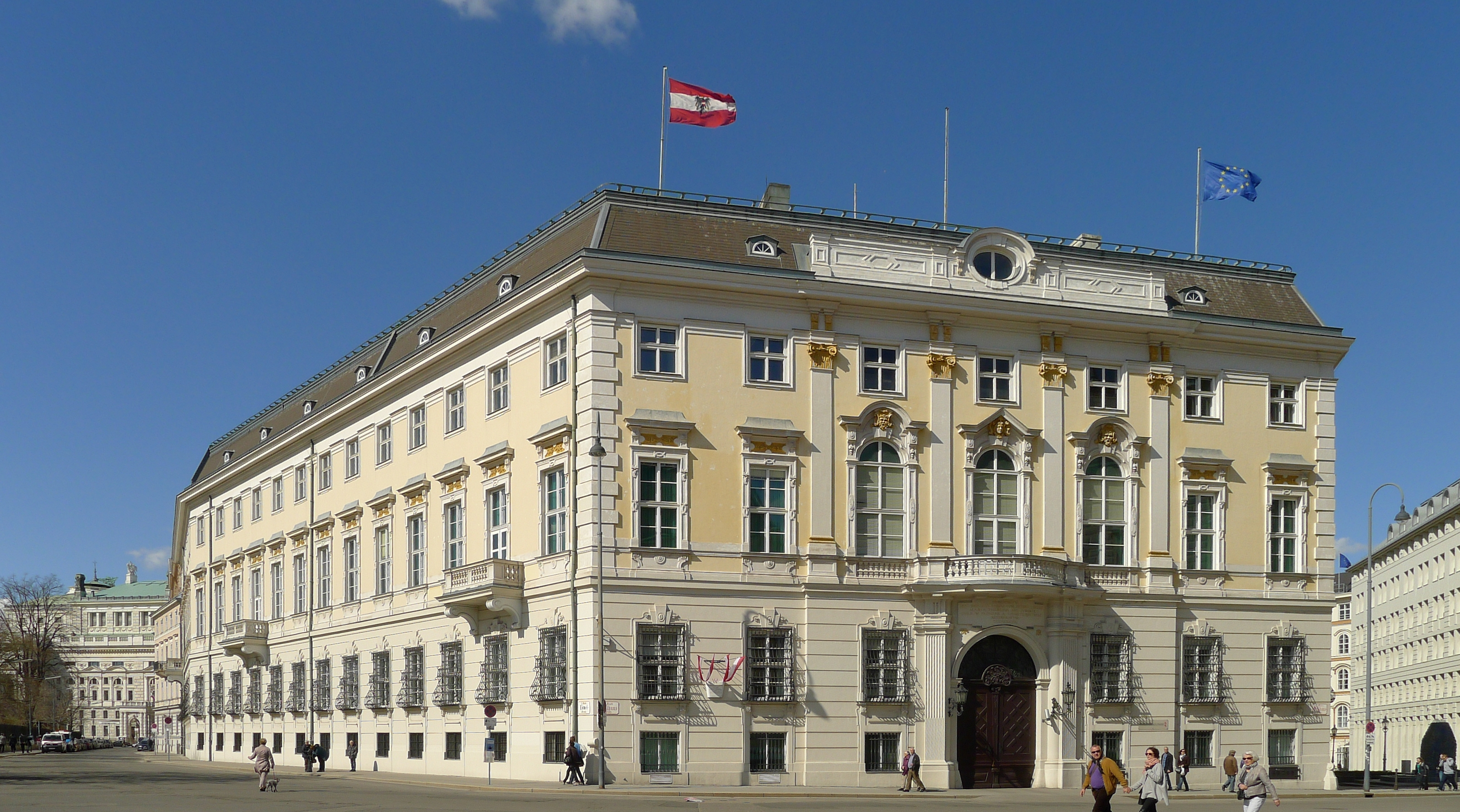
Bundeskanzleramt

### Nr. 1 Bürogebäude
Seit 1903 war die Stelle des heutigen Bürogebäudes unverbaut. Da die Gestaltung ungeklärt blieb, legte man hier 1914 die Parkanlage Ballhauspark an. In den Jahren 1937/38 begann Clemens Holzmeister mit dem Rohbau des Fronthauses für die Vaterländische Front; nach dem „Anschluss“ und deren Entmachtung wurde vom Reichsnährstand eine weitere Nutzung vorgesehen, wurde aber kriegsbedingt nicht fertiggestellt. Nach mehreren gescheiterten Wettbewerben nach dem Zweiten Weltkrieg wurde schließlich 1982–1986 das heutige postmoderne Bürogebäude für das Bundeskanzleramt, das Außen- und das Innenministerium von den Architekten Alexander Marchart und Roland Moebius erbaut. Erst dadurch entstand zwischen dem Bürogebäude und dem Bundeskanzleramt die heutige Bruno-Kreisky-Gasse. Die mehrfach gebrochene Fassade zwischen der Schauflergasse und dem Minoritenplatz weist einen Pfeilersockel auf, ist gebändert und zeigt eine additive Gliederung der Fenster.
Das Gebäude liegt an der Hauptadresse Minoritenplatz 9.

### Bundeskanzleramt
→ siehe Hauptartikel Bundeskanzleramt (Österreich)
In der Bruno-Kreisky-Gasse liegt die Seitenfront des 1717–1721 von Johann Lucas von Hildebrandt erbauten Gebäudes der ehemaligen Staatskanzlei. An der Rückseite am Minoritenplatz wurde 1900–1903 das Haus-, Hof- und Staatsarchiv angebaut. Das hochbarocke Palais ist künstlerisch sehr bemerkenswert, vor allem besitzt es aber historisch für die Geschichte Österreichs eine eminente Bedeutung. Es liegt an der Hauptadresse Ballhausplatz 2.